# At the Baked Potato
At the Baked Potato är ett livealbum från 2002 av jazzgitarristen Andreas Pettersson inspelat på klubben ”The Baked Potato” i Hollywood.

## Låtlista
1. Seven Steps to Heaven (Miles Davis/Victor Feldman) – 10:05
2. Taormina (Andreas Pettersson) – 13:48
3. Dear Old Stockholm (Trad/Miles Davis) – 11:20
4. Hallo I’m a Dog (Andreas Pettersson) – 9:05
5. Bolivia (Cedar Walton) – 7:34
6. Moa Betters Blues (Andreas Pettersson) – 11:36
7. I Can’t Get Started (Vernon Duke) – 7:50

## Medverkande
- Andreas Pettersson – gitarr
- Ernie Watts – tenorsaxofon, flöjt
- Daniel Karlsson – piano
- Mattias Svensson – bas
- John Guerin – trummor

## Recensioner
- Svenska Dagbladet 2002-05-24